# سیمکا ۱۳۰۷
سیمکا ۱۳۰۷ (Simca 1307) خودرویی است که در سال‌های ۱۹۷۵ تا ۱۹۸۶توسط کمپانی سیمکا فرانسه ، کرایسلر اروپا و در نهایت تالبوت تولید شده‌است. طراحی آن خودروهای موتور جلو-محور جلو بوده است. 
موتور آن ۱۰۵۷ سی‌سی سیستم جعبه‌دندهٔ آن به صورت دستی است.
نکته جالب برای ایرانیان در مورد این خودرو استفاده از چراغهای عقب و جلو و فرمان و ادوات داشبورد این خودرو برای آخرین طرح پیکان به دلیل طراحی آن توسط Roy Axe طراح شرکت کرایسلر اروپا است. 